# Club Deportiu Comtal
El Club Deportiu Comtal fou un antic club de futbol català de la ciutat de Barcelona.

## Història
El club es creà l'1 d'agost de 1934, amb el nom de Secció Esportiva L'Espanya Industrial, al barri d'Hostafrancs. Es tractava d'una secció esportiva de la fàbrica del mateix nom. L'equip vestia de blau i blanc a franges verticals i pantaló blanc.
Participà en competicions com el Campionat de Catalunya de Cases Comercials, de Productors o de Grups Empresa. Després de la Guerra Civil es proclamà campió d'Espanya del campionat de l'Obra de Educación y Descanso. Paral·lelament, competia en les categories inferiors de la FCF.
L'any 1945 es convertí en filial del FC Barcelona. L'equip va destacar a les diverses categories on participà, fins que el 1949-50 es proclamà campió de categoria regional i passà a la categoria estatal de tercera divisió. L'any 1952 ascendí a segona. Finalment, la temporada 1955-56 aconseguí l'ascens a primera divisió. No era el primer cop. Tres anys abans, la temporada 1952-53, el club ja havia obtingut el dret a l'ascens a primera, però hagué de renunciar-hi perquè era filial del Barça.
Abans de començar la temporada 1956-57, coincidint amb l'ascens a primera, l'Espanya Industrial es va desvincular del Barça (i així va evitar haver de renunciar a la categoria, com havia passat el 1953) i va canviar el nom pel de Club Deportiu Comtal (perquè la normativa aleshores no permetia equips de primera amb noms d'empresa). El Condal, que mantingué aquesta denominació fins que va desaparèixer, jugava al camp de Les Corts i portava samarreta blava amb dues franges diagonals blanques.
Per celebrar l'ingrés a primera divisió, disputà dos partits amistosos, un contra el São Cristóvão (2-2) i l'altre amb l'Oriental de Lisboa (que va guanyar 6-2). Només va jugar una única temporada a primera: acabà en darrera posició (16è) amb 22 punts, en 30 partits. En guanyà 7, n'empatà 8 i en perdé 15. Marcà 37 gols i en va encaixar 57.
Romangué a segona divisió fins al 1960, quan renuncià a la categoria per passar a tercera. El 1965 tornà a ascendir a segona, on es mantingué fins al 1967, quan va tornar a tercera.
El 1968 arribà a un acord amb el FC Barcelona per tornar a ser-ne filial. Canvià l'uniforme per un de blau i grana, amb pantaló blanc. Va desaparèixer el 1970, quan es fusionà amb l'Atlètic Catalunya CF, per formar el Barcelona Atlètic.

## Evolució de l'Uniforme
| SE Espanya Industrial | CD Comtal (1956) | CD Comtal (1968) |

## Trajectòria esportiva
| - 1947-48: 3a Divisió 10è - 1948-49: Territorial A - 1949-50: Territorial A - 1950-51: 3a Divisió 4t - 1951-52: 3a Divisió 1r - 1952-53: 2a Divisió 2n | - 1953-54: 2a Divisió 5è - 1954-55: 2a Divisió 11è - 1955-56: 2a Divisió 3r - 1956-57: 1a Divisió 16è - 1957-58: 2a Divisió 5è - 1958-59: 2a Divisió 4t | - 1959-60: 2a Divisió 10è - 1960-61: 2a Divisió 12è - 1961-62: 3a Divisió 2n - 1962-63: 3a Divisió 3r - 1963-64: 3a Divisió 8è - 1964-65: 3a Divisió 1r | - 1965-66: 2a Divisió 7è - 1966-67: 2a Divisió 16è - 1967-68: 3a Divisió 1r - 1968-69: 3a Divisió 7è - 1969-70: 3a Divisió 5è |

## Palmarès
- Trofeu Moscardó:
  - 1962

## Jugadors destacats
Pel club han passat grans jugadors, molts d'ells han estat posteriorment grans figures del Barça, com ara els següents:
- Marià Gonzalvo
- Sígfrid Gràcia
- Gustau Biosca
- Ferran Olivella
- Francesc Rodríguez
- Carles Rexach
- Dagoberto Moll
- Luis Suárez